# Dance, Fools, Dance
Dance, Fools, Dance – amerykański dramat filmowy z 1931 roku w reżyserii Harry'ego Beaumonta.

## Zarys fabuły
Po śmierci ojca Bonnie zostaje dziennikarką, a jej brat angażuje się w przemyt alkoholu.

## Obsada
- Joan Crawford – Bonnie
- Lester Vail – Bob
- Cliff Edwards – Bert Scranton
- William Bakewell – Rodney
- William Holden – Stanley Jordan
- Clark Gable – Jake Luva